# Waltershausen
Waltershausen ist eine Kleinstadt im Landkreis Gotha in Thüringen. Sie liegt im Südwesten des Landkreises, wo sie nach Gotha die zweitgrößte Stadt ist. Südlich im Übergang zum Thüringer Wald liegen die Waltershäuser Vorberge.

## Geografie

### Naturräumliche Lage
Waltershausen liegt am Übergang vom Thüringer Becken zum Thüringer Wald, deshalb wird Waltershausen gelegentlich als „Tor zum Thüringer Wald“ bezeichnet. Der Große Inselsberg liegt nur wenige Kilometer entfernt.

### Nachbargemeinden
Nachbargemeinden sind (im Norden beginnend im Uhrzeigersinn) Hörsel, Georgenthal, Friedrichroda, Bad Tabarz, Brotterode-Trusetal, Bad Liebenstein, Ruhla, Seebach, Wutha-Farnroda und Hörselberg-Hainich.

### Stadtgliederung

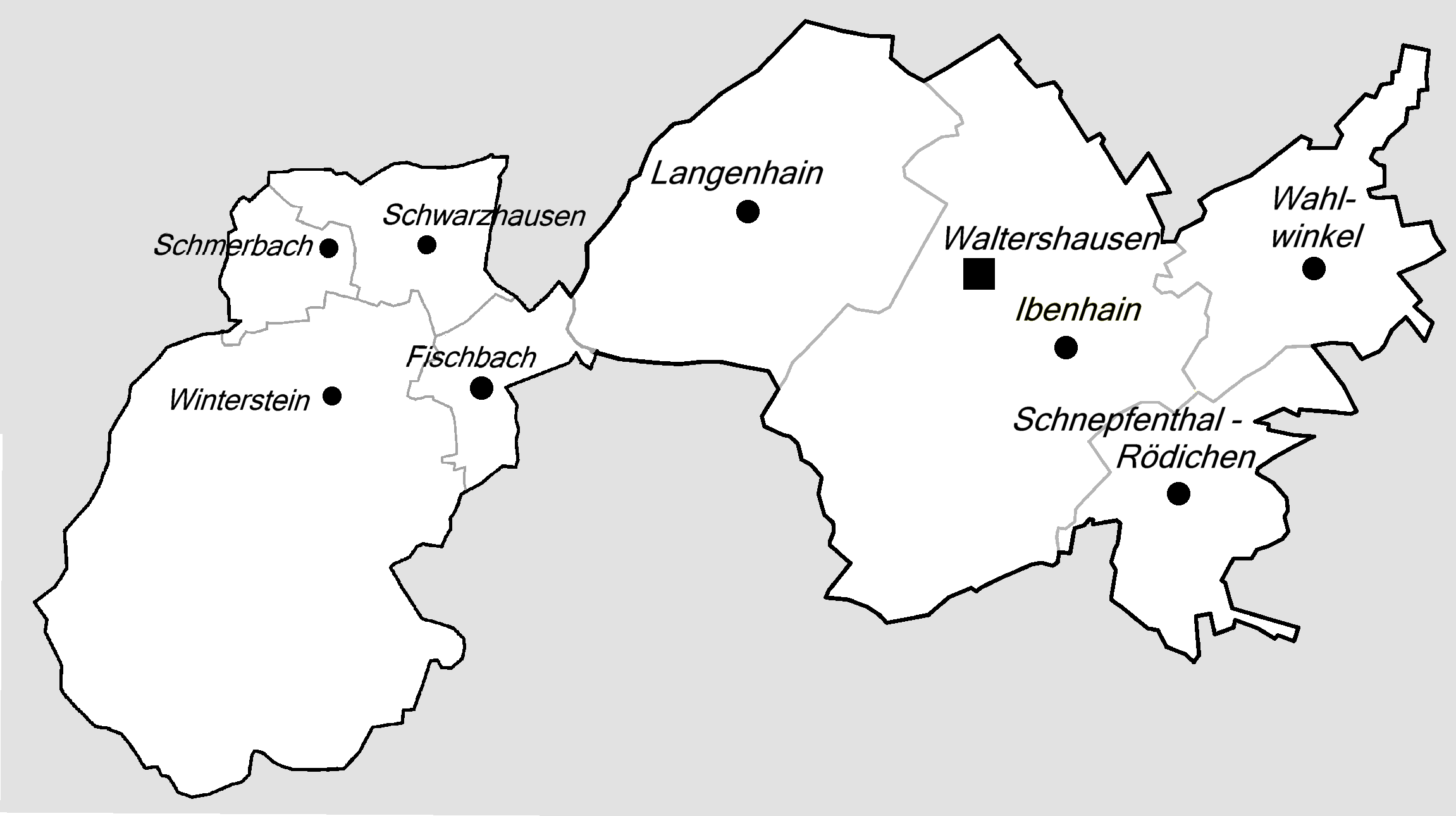
Stadtgliederung

Es existieren sieben Ortsteile (Fischbach, Schmerbach, Schwarzhausen, Winterstein, Wahlwinkel, Schnepfenthal und Langenhain) sowie ein Stadtteil (Ibenhain).

## Geschichte
Der Ort entwickelte sich an der Kreuzung der alten Salzstraße von Salzungen nach Erfurt und von Eisenach nach Saalfeld. Zusätzlich bot die 1176 erstmals erwähnte Burg Tenneberg (siehe Bauwerke) Schutz für die Stadtbewohner. Eine weitere Begünstigung für den Standort war die Engstelle zwischen dem Burgberg und dem Ziegenberg, die der gesamte Verkehr passieren musste, da der Wald sehr unwegsam war.
Die Stadt selbst wurde 1209 unter dem Namen „Ulricus, villicius de Waltherißhusin“ erstmals urkundlich erwähnt. Die Stadt gehörte zur Grafschaft Mühlburg (in einer Urkunde von 1293 erwähnt) und stand unter der Lehnshoheit des Erzbistums Mainz. Damals war sie bereits im Besitz der Stadtrechte. 1392 wurden Waltershausen und die Burg Tenneberg zum Leibgedinge für die zukünftige Schwiegertochter des Thüringer Landgrafen bestimmt. In der Folgezeit gehörte Waltershausen zum wettinisch-ernestinischen Amt Tenneberg, welches ab 1640 zum Herzogtum Sachsen-Gotha gehörte.

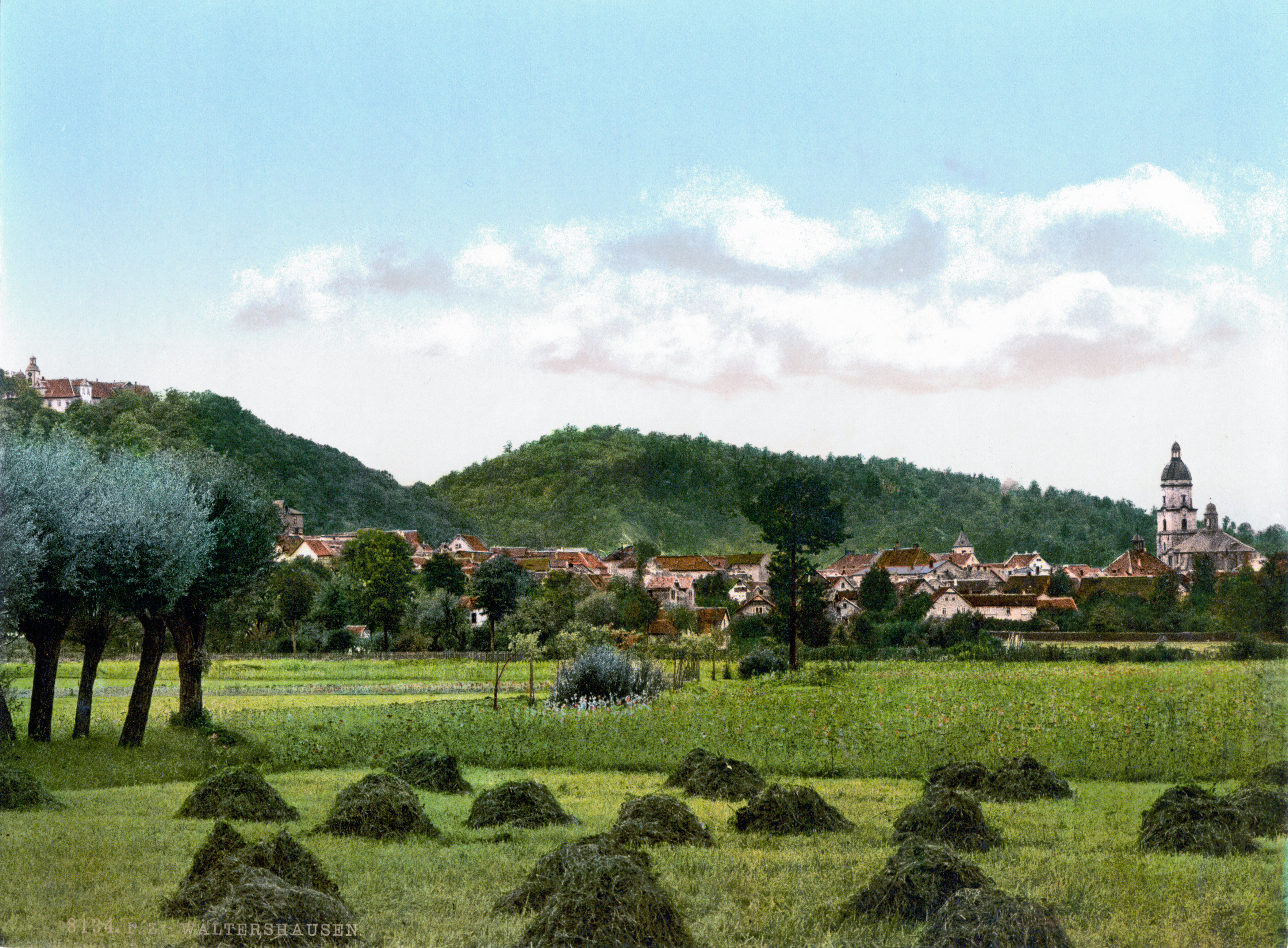
Waltershausen um 1900

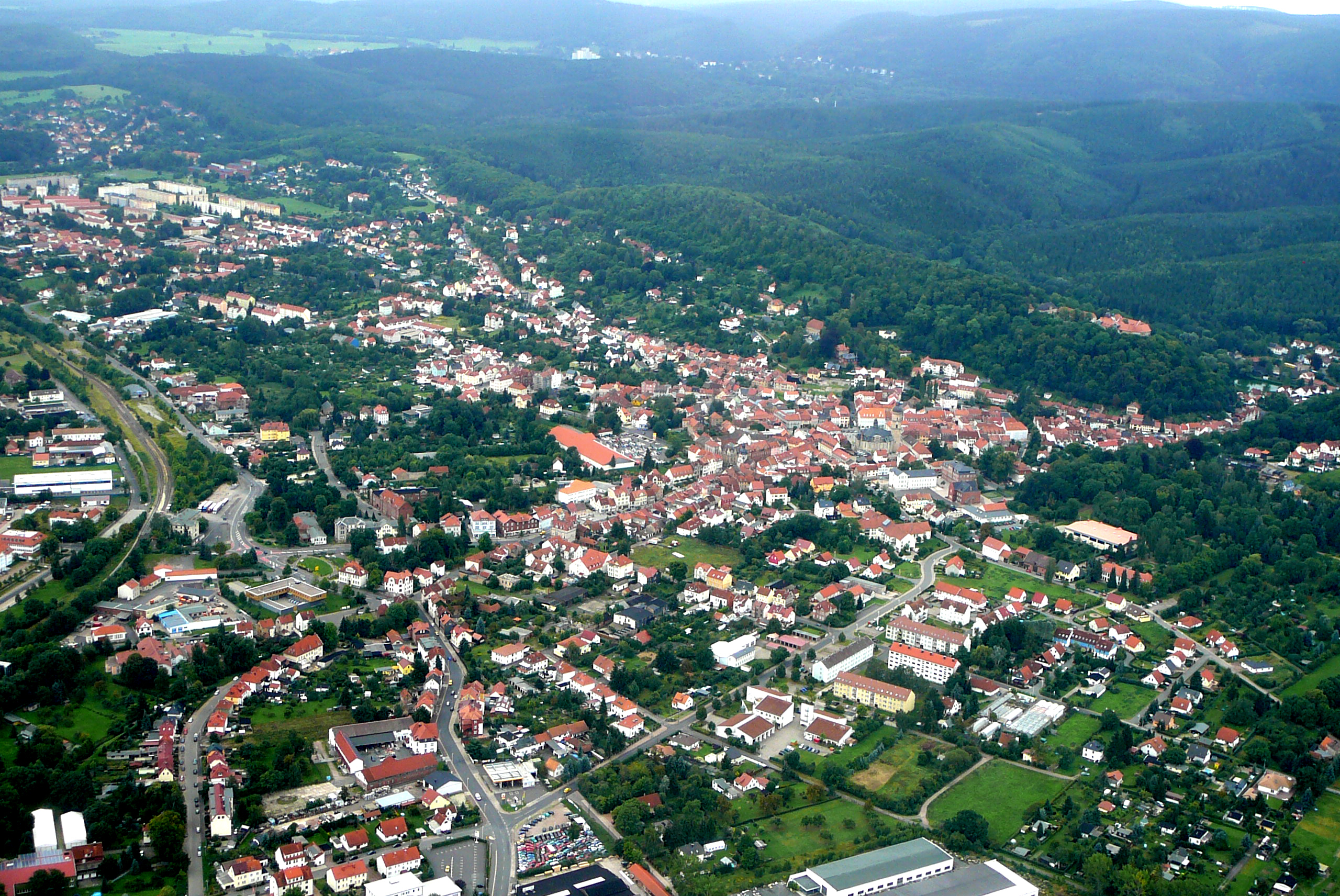
Luftbild der Stadt

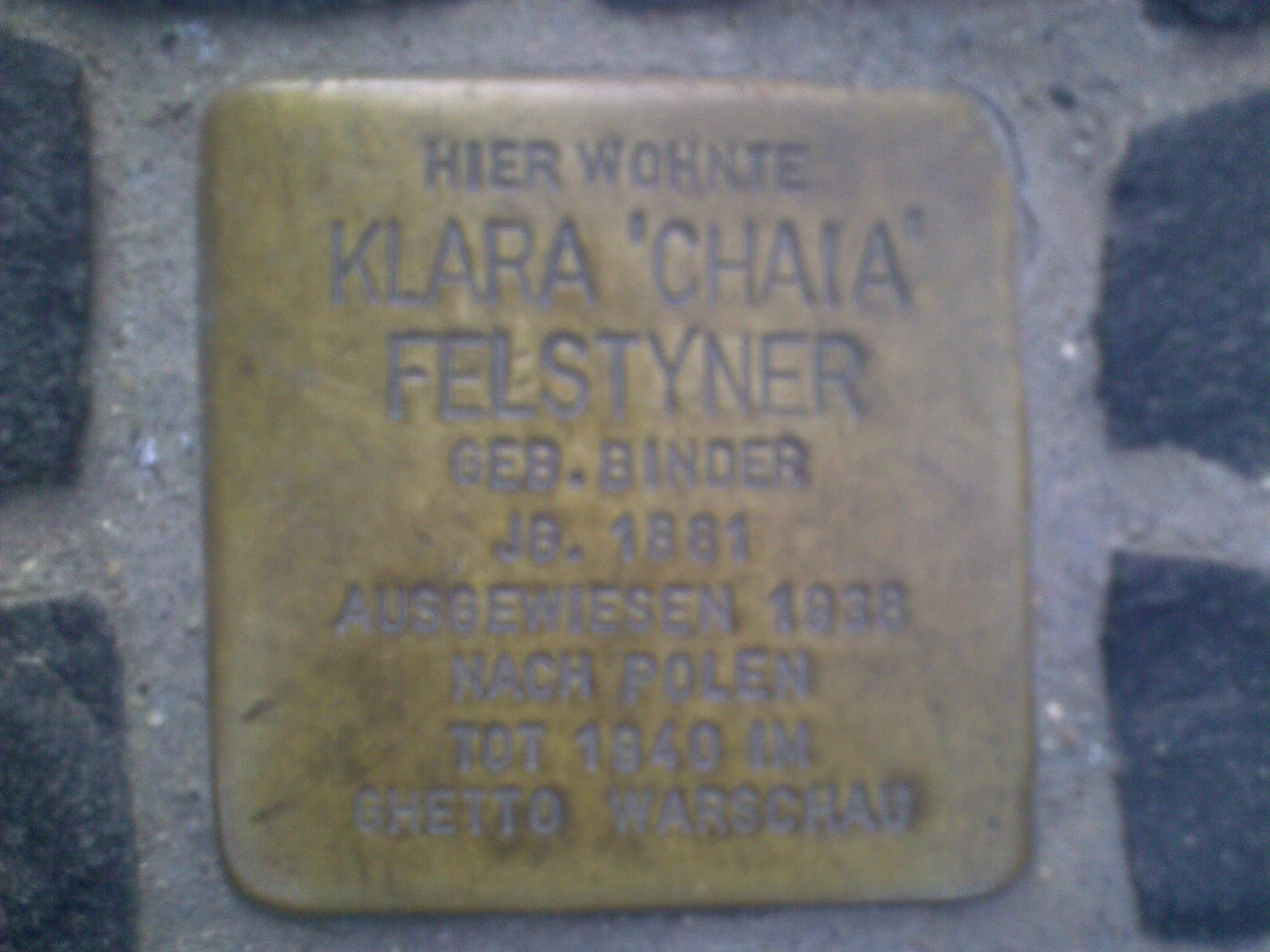
Stolperstein für Klara Felstyner

Waltershausen hat eine im Jahr 1815 begründete Tradition als Puppenstadt. Im 19. Jahrhundert entstand eine Vielzahl von Spielzeug- und Puppenfabriken. Die erste Puppen- und Spielwarenfabrik gründete 1816 Johann Daniel Kestner. Die Thüringerwaldbahn wurde 1929 nach Waltershausen verlängert und verbindet die Stadt seitdem mit Bad Tabarz im Südwesten und Gotha im Nordosten.
Anfang der 1930er Jahre lebten in Waltershausen neun jüdische Familien, die alle durch Emigration und Deportation ihrer Heimat beraubt wurden. Eine einzige Frau überlebte das KZ Theresienstadt und lebte ab 1945 in Eisenach. Während des Zweiten Weltkrieges mussten etwa 600 Kriegsgefangene und Zwangsarbeiter aus zahlreichen von Deutschland besetzten Ländern in technischen Betrieben, im Ade-Werk, in der Thüringer Schlauchweberei und anderen Unternehmen Zwangsarbeit leisten. Auf dem Friedhof von Waltershausen erinnern zahlreiche Gräber an Kriegsgefangene und Zwangsarbeiter.
Am 9. Mai 2008 wurde an der Ecke Bremerstraße/Quergasse ein Stolperstein von Gunter Demnig für die deportierte Jüdin Klara Felstyner gelegt. Sie starb 1940 im Warschauer Ghetto. Diesem Stolperstein folgten noch fünf weitere.
Am 6. Februar 1945 erlebte Waltershausen – wie am selben Tag mehrere Städte in der Region – einen US-amerikanischen Bombenangriff. Zwölf B-17G „Flying Fortress“ warfen um die Mittagszeit aus 8.000 m Höhe 30 Tonnen (120 Stück) Bomben. 21 Gebäude wurden zerstört und 20 Tote gezählt.
Die industrielle Fertigung von Puppen endete 1990. Die Waltershäuser Puppenmanufaktur stellte bis zum Jahr 2005 noch gelegentlich Puppen her. Es handelte sich dabei um Sammlerpuppen, die hohen ästhetischen Ansprüchen Rechnung tragen. Die Puppenstadt existiert lediglich noch als Erinnerung im Museum der Stadt weiter. Im Gebäudekomplex der unter Denkmalschutz stehenden Puppenfabrik hat sich 2003 die Kommune Waltershausen angesiedelt.

### Religionen
Es gibt in Waltershausen und allen Ortsteilen insgesamt sieben christliche Kirchen und Kapellen. Die mit Abstand größte ist die evangelische Stadtkirche. Außerdem existieren in den Ortsteilen Schnepfenthal, Langenhain und Wahlwinkel evangelische Kirchen und im Stadtteil Ibenhain eine Kapelle. Weiterhin gibt es noch eine Schlosskapelle auf Schloss Tenneberg, die früher katholisch war, heute aber eine evangelische Kirche ist. Eine katholische Kirche wurde im 20. Jahrhundert neu eingerichtet. Seit 1993 ist Waltershausen Sitz des Evangelisch-Lutherischen Kirchenkreises (Superintendentur) Waltershausen-Ohrdruf und damit ein kirchliches Verwaltungszentrum.

### Eingemeindungen
Am 1. Juli 1950 wurden Langenhain, Schnepfenthal-Rödichen und Wahlwinkel eingemeindet.
Zum 31. Dezember 2013 wurde die Gemeinde Emsetal mit ihren Ortsteilen Fischbach, Schmerbach, Schwarzhausen und Winterstein nach Waltershausen eingemeindet. Einen entsprechenden Vertrag unterzeichneten beide Bürgermeister Michael Brychcy und Klaus Reißig am 29. Januar 2013.

### Einwohnerentwicklung
Entwicklung der Einwohnerzahl (ab 1960 31. Dezember):
| \| 1834 bis 1984 - 1834: 02.755 - 1933: 08.951 - 1939: 09.498 - 1946: 11.558¹ - 1950: 14.963² - 1960: 13.365 - 1981: 13.766 - 1984: 14.288 \| 1994 bis 2001 - 1994: 12.272 - 1995: 12.164 - 1996: 12.058 - 1997: 11.998 - 1998: 11.956 - 1999: 11.845 - 2000: 11.725 - 2001: 11.532 \| 2002 bis 2009 - 2002: 11.501 - 2003: 11.475 - 2004: 11.348 - 2005: 11.185 - 2006: 11.107 - 2007: 11.013 - 2008: 10.917 - 2009: 10.754 \| 2010 bis 2017 - 2010: 10.668 - 2011: 10.618 - 2012: 10.287 - 2013: 13.077 - 2014: 13.088 - 2015: 13.092 - 2016: 13.110 - 2017: 13.024 \| ab 2018 - 2018: 12.973 - 2019: 12.838 - 2020: 12.712 - 2021: 12.664 - 2022: 12.650 \| | Die zur Anzeige dieser Grafik verwendete Erweiterung wurde dauerhaft deaktiviert. Wir arbeiten aktuell daran, diese und weitere betroffene Grafiken auf ein neues Format umzustellen. (Mehr dazu)Einwohnerentwicklung von Waltershausen | | |                                                                                    |
| 1834 bis 1984 - 1834: 02.755 - 1933: 08.951 - 1939: 09.498 - 1946: 11.558¹ - 1950: 14.963² - 1960: 13.365 - 1981: 13.766 - 1984: 14.288 | 1994 bis 2001 - 1994: 12.272 - 1995: 12.164 - 1996: 12.058 - 1997: 11.998 - 1998: 11.956 - 1999: 11.845 - 2000: 11.725 - 2001: 11.532                                                                                                   | 2002 bis 2009 - 2002: 11.501 - 2003: 11.475 - 2004: 11.348 - 2005: 11.185 - 2006: 11.107 - 2007: 11.013 - 2008: 10.917 - 2009: 10.754 | 2010 bis 2017 - 2010: 10.668 - 2011: 10.618 - 2012: 10.287 - 2013: 13.077 - 2014: 13.088 - 2015: 13.092 - 2016: 13.110 - 2017: 13.024 | ab 2018 - 2018: 12.973 - 2019: 12.838 - 2020: 12.712 - 2021: 12.664 - 2022: 12.650 |

Datenquelle ab 1994: Thüringer Landesamt für Statistik

¹ 29. Oktober

² 31. August

## Politik

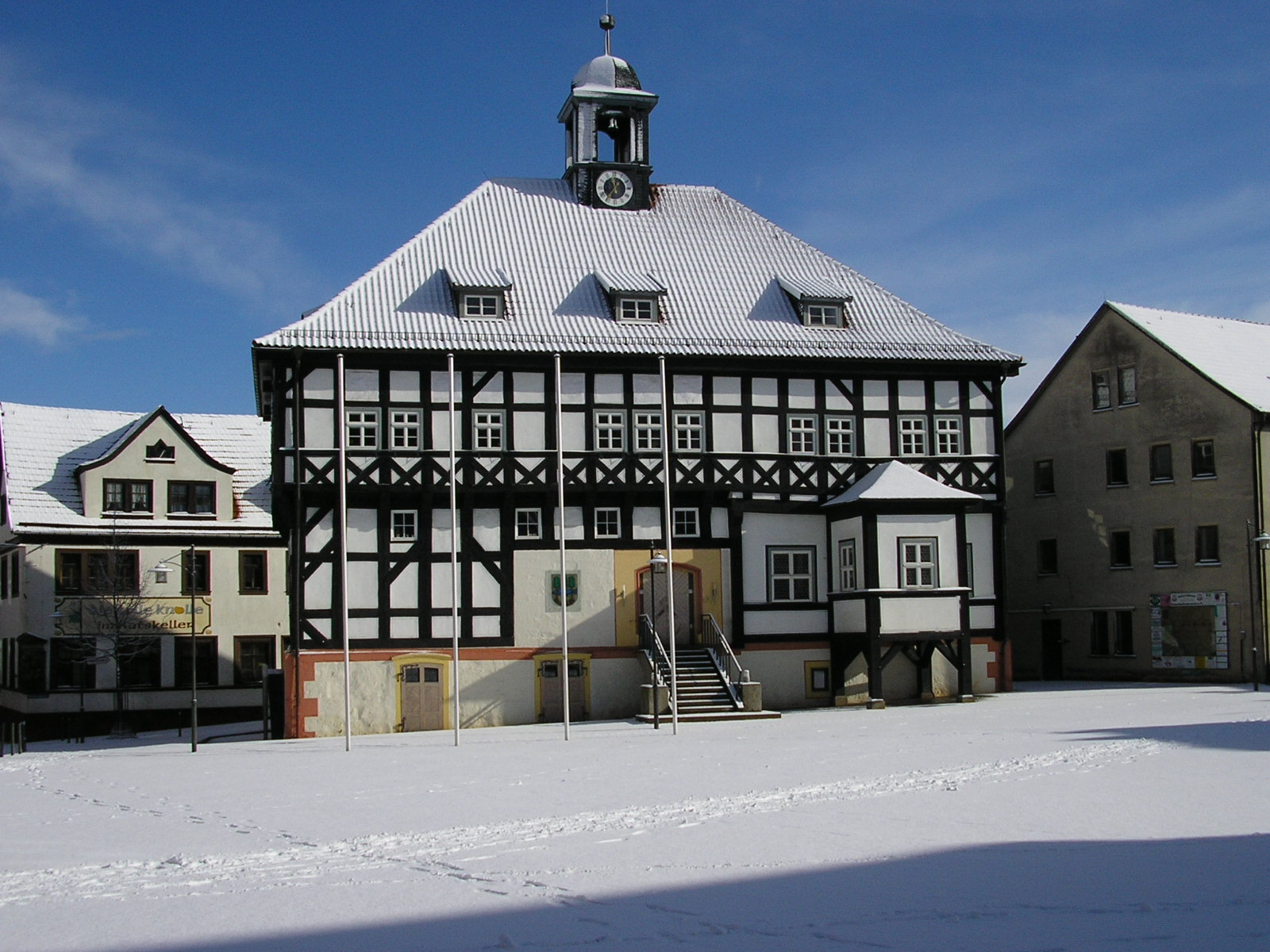
Das Rathaus von Waltershausen

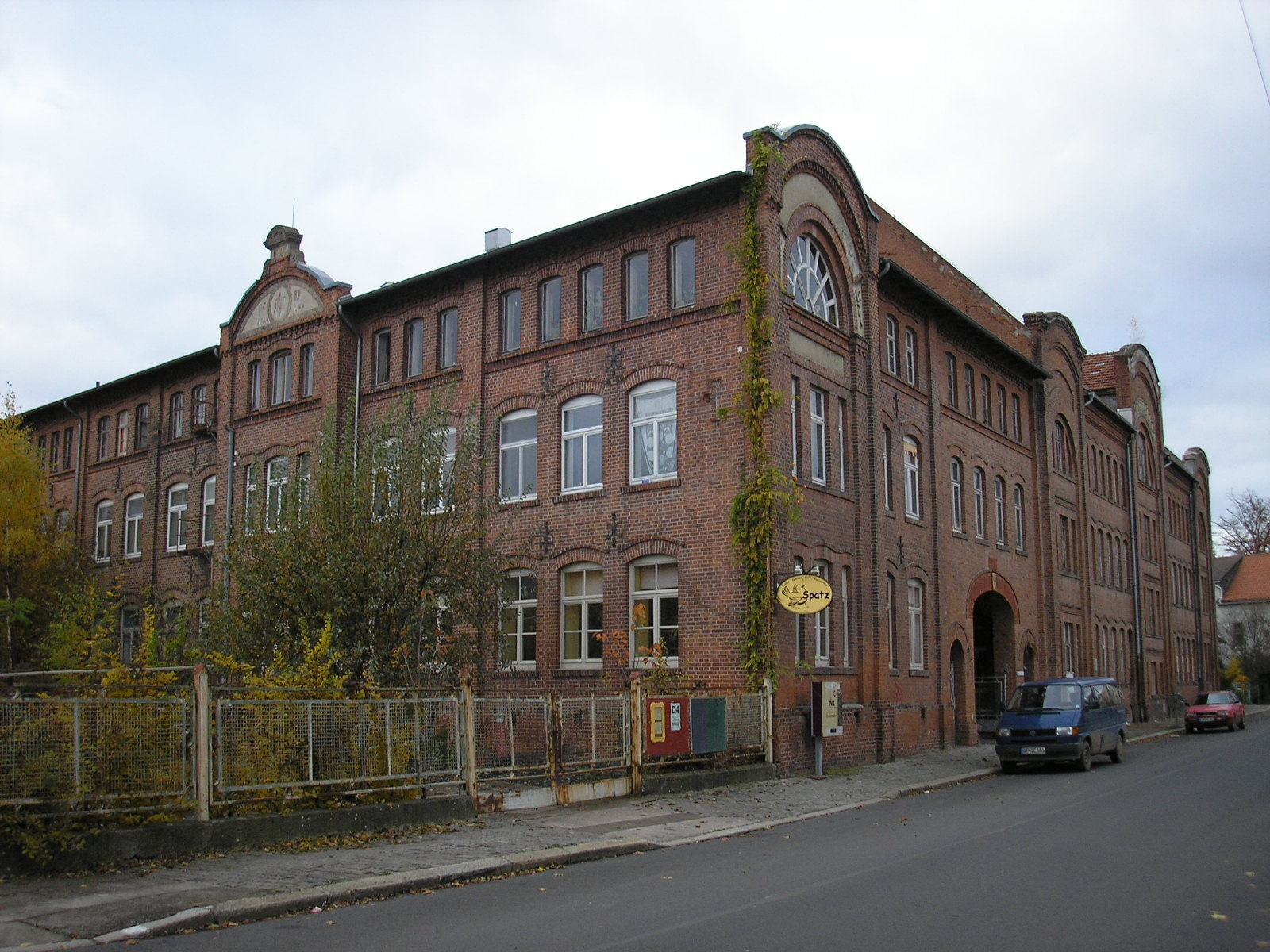
Kommune Waltershausen in der Puppenfabrik

### Stadtrat und Bürgermeister
Dem Stadtrat gehören 24 Bürger der Stadt an, die durch die Kommunalwahl vom 26. Mai 2019 ermittelt wurden und sich folgendermaßen auf die einzelnen Parteien und Wählergruppen verteilen:
| Partei / Liste          | 2024 |      | 2019 | 2014 |
| CDU                     | 6    | 9    | 7    |      |
| AfD                     | 6    | 3    | 0    |      |
| SPD                     | 3    | 3    | 0    |      |
| Die Linke               | 1    | n.k. | 2    |      |
| FDP                     | 1    | 1    | 0    |      |
| Grüne                   | –    | 2    | 0    |      |
| Liste Emsetal           | 4    | 3    | 5    |      |
| FWG BI Waltershausen    | 2    | 2    | 4    |      |
| Wählergruppe Langenhain | 1    | 1    | 0    |      |
| SPD/Grüne               | –    | n.k. | 6    |      |

Zusätzlich ist auch der Bürgermeister Mitglied des Stadtrats. Derzeitiger Bürgermeister ist seit dem 1. Juli 2024 Leon Graupner (Parteilos). Sein Vorgänger Michael Brychcy (CDU) war vom 9. November 1989 bis zum 1. Juli 2024 Bürgermeister der Stadt und war zum Zeitpunkt seines Amtsende, der Dienstältester Bürgermeister der neuen Bundesländer.
In den Ortsteilen unterstützen gewählte Ortsteilbürgermeister und Ortsteilräte die Arbeit der Verwaltung.

### Städtepartnerschaften
- Bruay-sur-l’Escaut, Frankreich (Département Nord), seit 1965
- Korbach, Deutschland (Hessen), seit 1990
- Wolbrom, Polen (Woiwodschaft Kleinpolen), seit 2000

Freundschaftliche Beziehungen bestehen zu:
- Hanau, Deutschland (Hessen), seit 1990
- Budapest, 16. Bezirk, Ungarn, seit 2003

## Kultur und Sehenswürdigkeiten

### Bauwerke

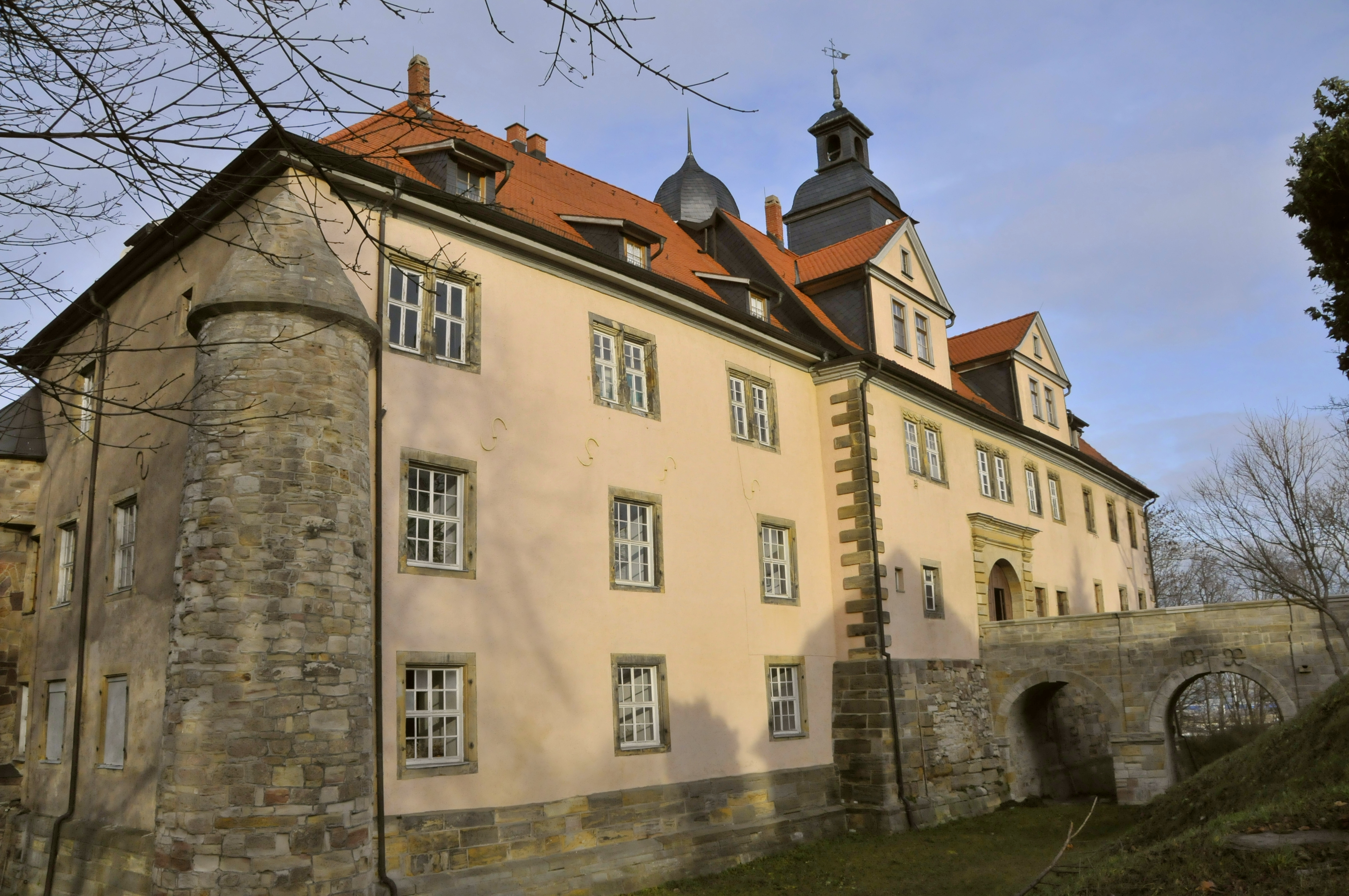
Schloss Tenneberg

- Siehe auch: Liste der Kulturdenkmale in Waltershausen
- 1176 wurde Schloss Tenneberg erstmals als Burg der Thüringer Landgrafen erwähnt. Mehrfach umgebaut, erhielt es im frühen 18. Jahrhundert seine im Wesentlichen endgültige Gestalt. Durch verschiedene Nutzungen in der Zeit danach sind die meisten Barockräume verloren gegangen, jedoch nicht der Festsaal (1719), das barocke Treppenhaus (1718) und die Schlosskapelle (1721).
  - hierin: Heimatmuseum (1929), Schwerpunkt: Geschichte der Puppenindustrie. (Beginn der Deutschen Spielzeugstraße)
- Klaustor (erste urkundliche Erwähnung 1390), Haupttor der alten Stadtmauer, durch die auf der Straße von Erfurt in Richtung Bad Salzungen der meiste Verkehr ging. Lage
- Töpfersturm, im frühen 15. Jahrhundert außerhalb der Stadtmauer am Ende der alten Eisenacher Straße errichtet. Im Bereich des Turmes hatten sich im Mittelalter die Töpfer des Ortes angesiedelt. Lage
- Historisches Rathaus von 1441, zweitältestes Fachwerk-Rathaus im mitteldeutschen Raum, nach 1990 grundlegend restauriert. Gewölbekeller mit beeindruckenden Kreuzgrat- und Tonnengewölben. Das erste Obergeschoss diente als Festsaal und Markthalle. Im zweiten Obergeschoss sind die Büroräume des Bürgermeisteramtes.
- Marktplatz mit Brunnen und der „Muschelminna“
- Salzmannschule Schnepfenthal (1791–1793)
- Erster deutscher Turnplatz von Johann Christoph Friedrich Guts Muths (1785)

#### Kirchen
- Stadtkirche (1719–1723) Zur Gotteshilfe mit der größten Barockorgel Thüringens von Tobias Heinrich Gottfried Trost von 1730
- Im Stadtteil Ibenhain befindet sich die kleine Kapelle Unser Liebe Frauen. Bis zur Reformation war die im 14. Jahrhundert erbaute Kapelle ein beliebter Wallfahrtsort. Ihre heutige Gestalt erhielt die Kirche bei einer Renovierung im 18. Jahrhundert. Die 10 × 6 Meter messende Kapelle wurde 1802 mit einem verschieferten Dachreiter für die kleine Glocke bestückt. Im Februar 1945 wurden über Ibenhain Sprengbomben abgeworfen, die auch die Kapelle beschädigten, 20 Tote waren im Ort zu beklagen. Lage
- In Langenhain gibt es eine (Ur)Kirche St. Maria-Magdalena mit Fresken aus dem 13. Jahrhundert. Sie ist die älteste Kirche der Stadt. Die Barockkirche wurde 1763–1768 erbaut und wurde am 8. Oktober 2006 nach umfangreicher Restaurierung wieder eingeweiht. Lage
- In Schnepfenthal steht die St.-Peter-und-Paul-Kirche, ein auf einem Werksteinsockel errichteter, schieferverkleideter Fachwerkbau mit Dachreiter, der 1824 geweiht wurde. Lage
- In Wahlwinkel steht die Dorfkirche St. Gotthard. Die erste Erwähnung der Kirche in Wahlwinkel stammt aus dem Jahr 1401. Die heutige Kirche wurde 1496 geweiht, der Turm wurde 1505 vollendet. Im Inneren der Kirche befindet sich als Besonderheit eine frühgotische Krypta. Die Kirche wurde (Stand 2011) baulich saniert. Lage

Die Kirchen
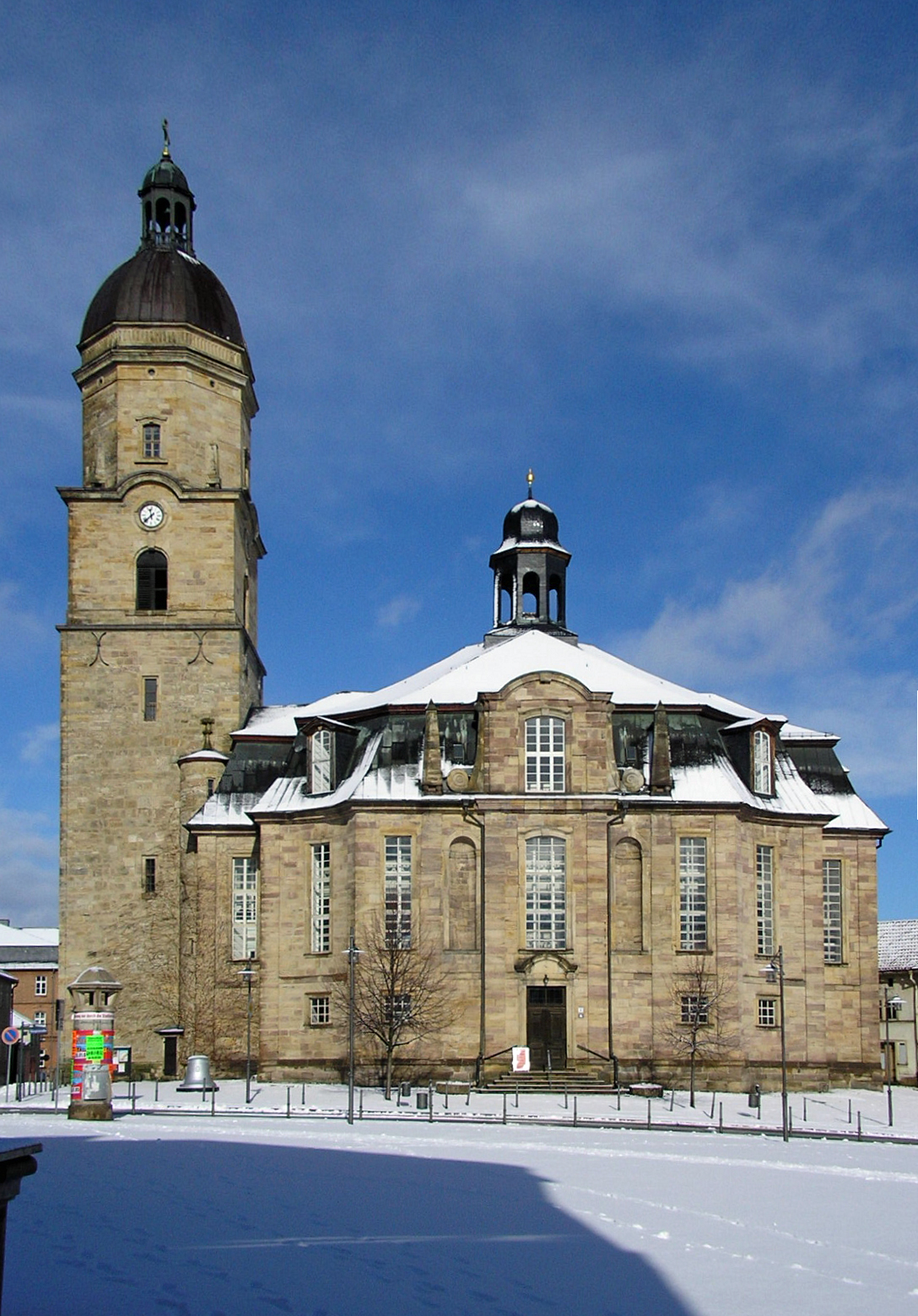
Die Stadtkirche von Waltershausen
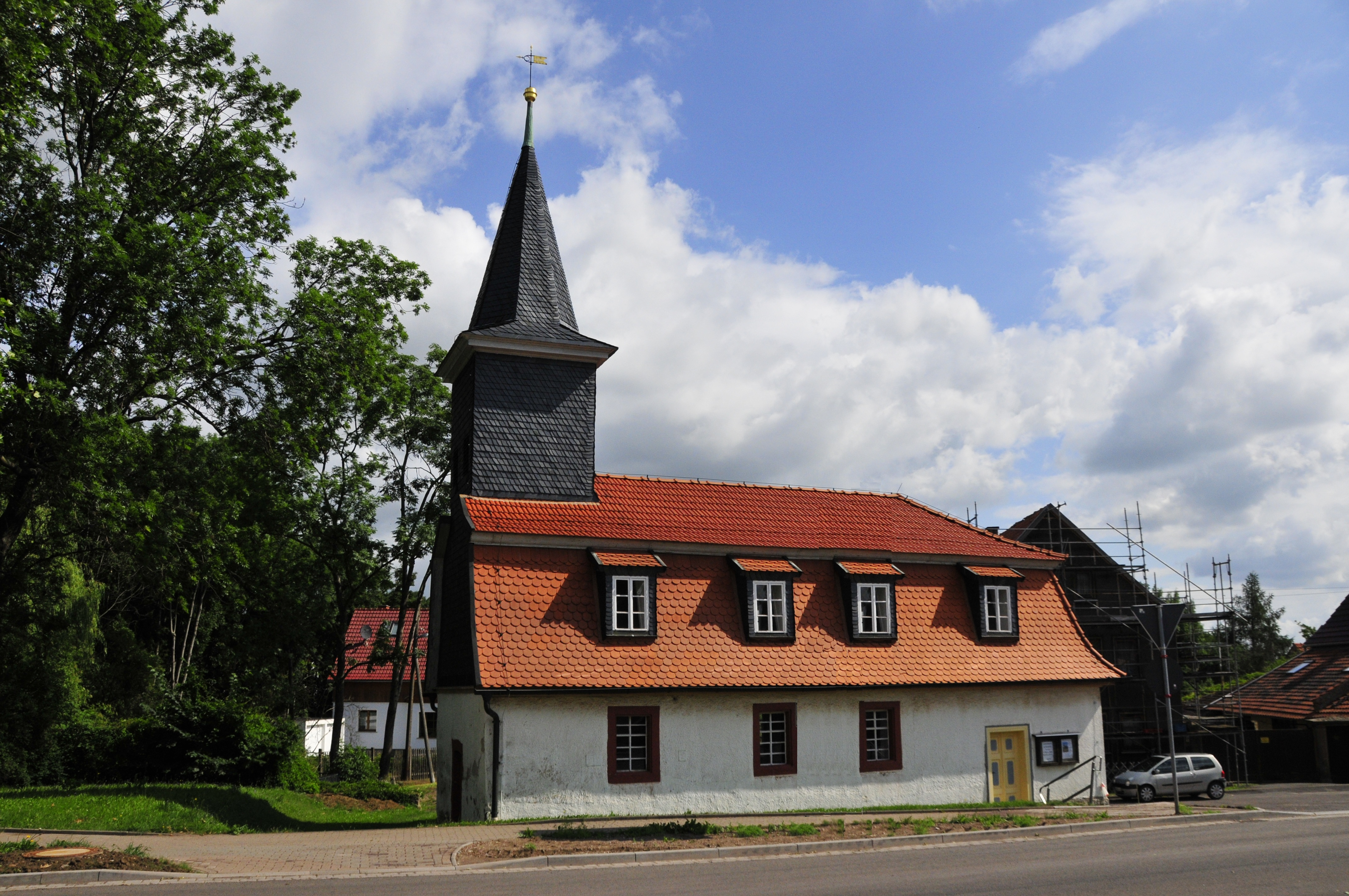
Kapelle in Ibenhain
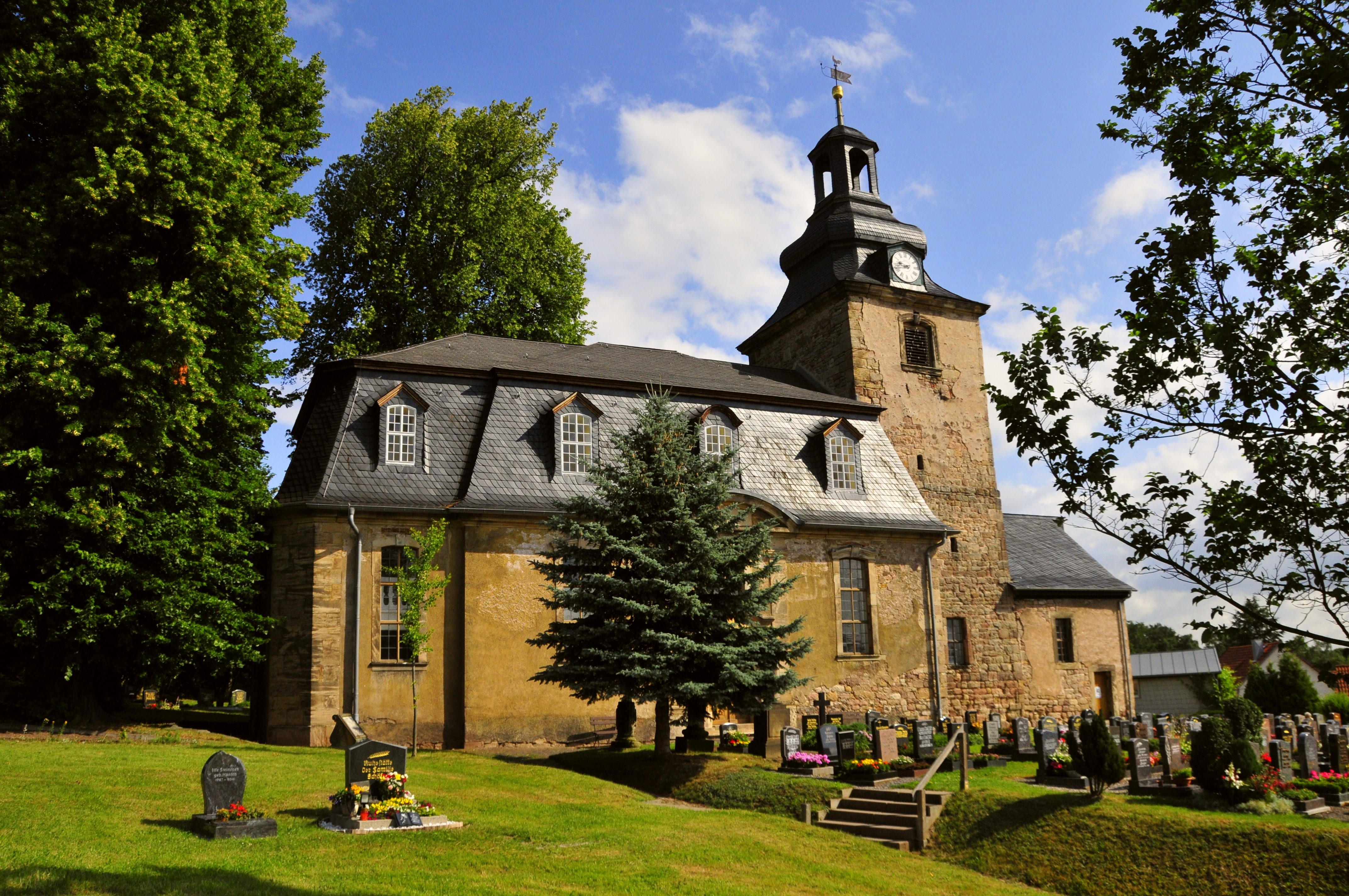
St. Maria-Magdalena in Langenhain
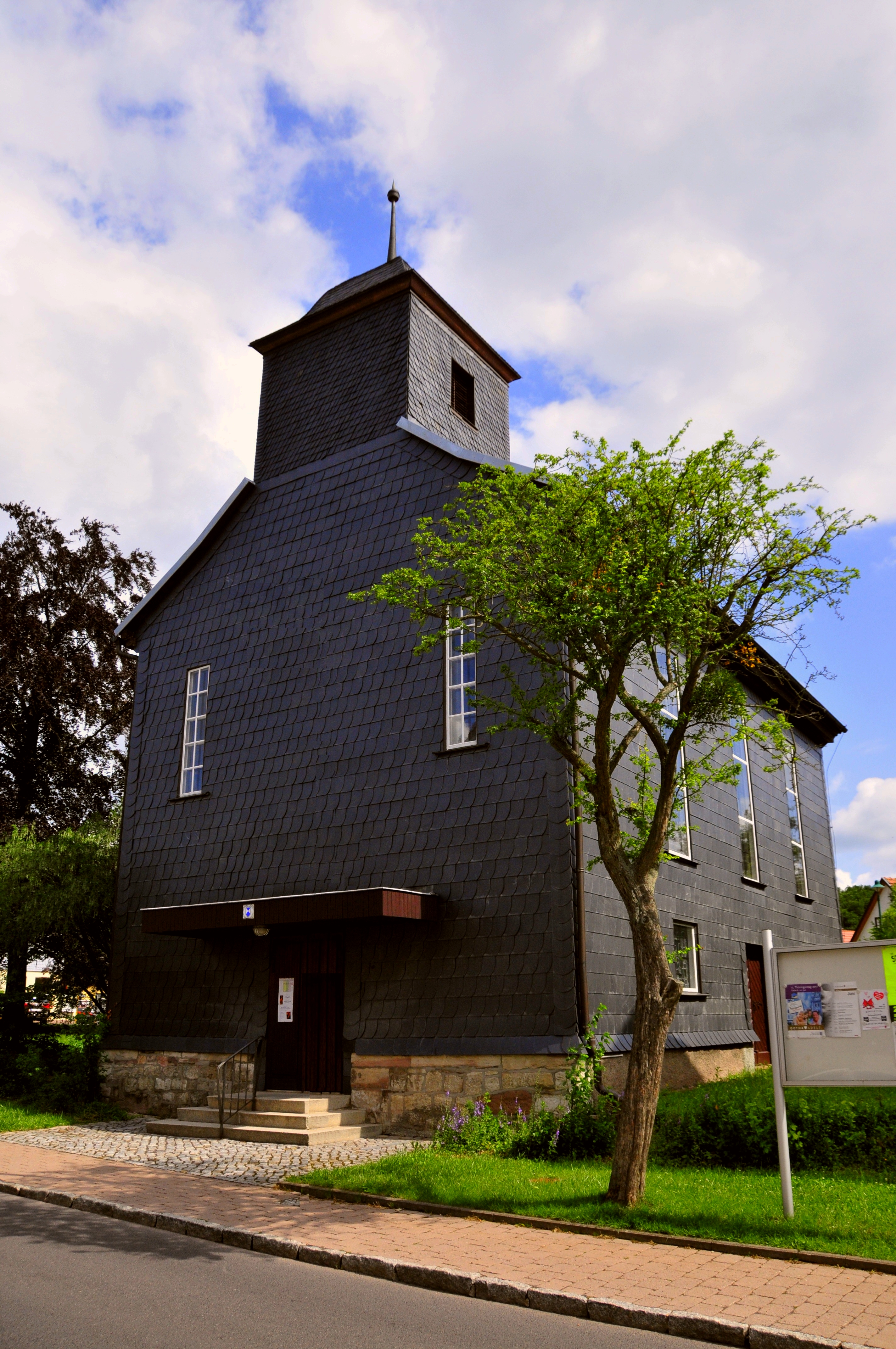
Kirche in Schnepfenthal
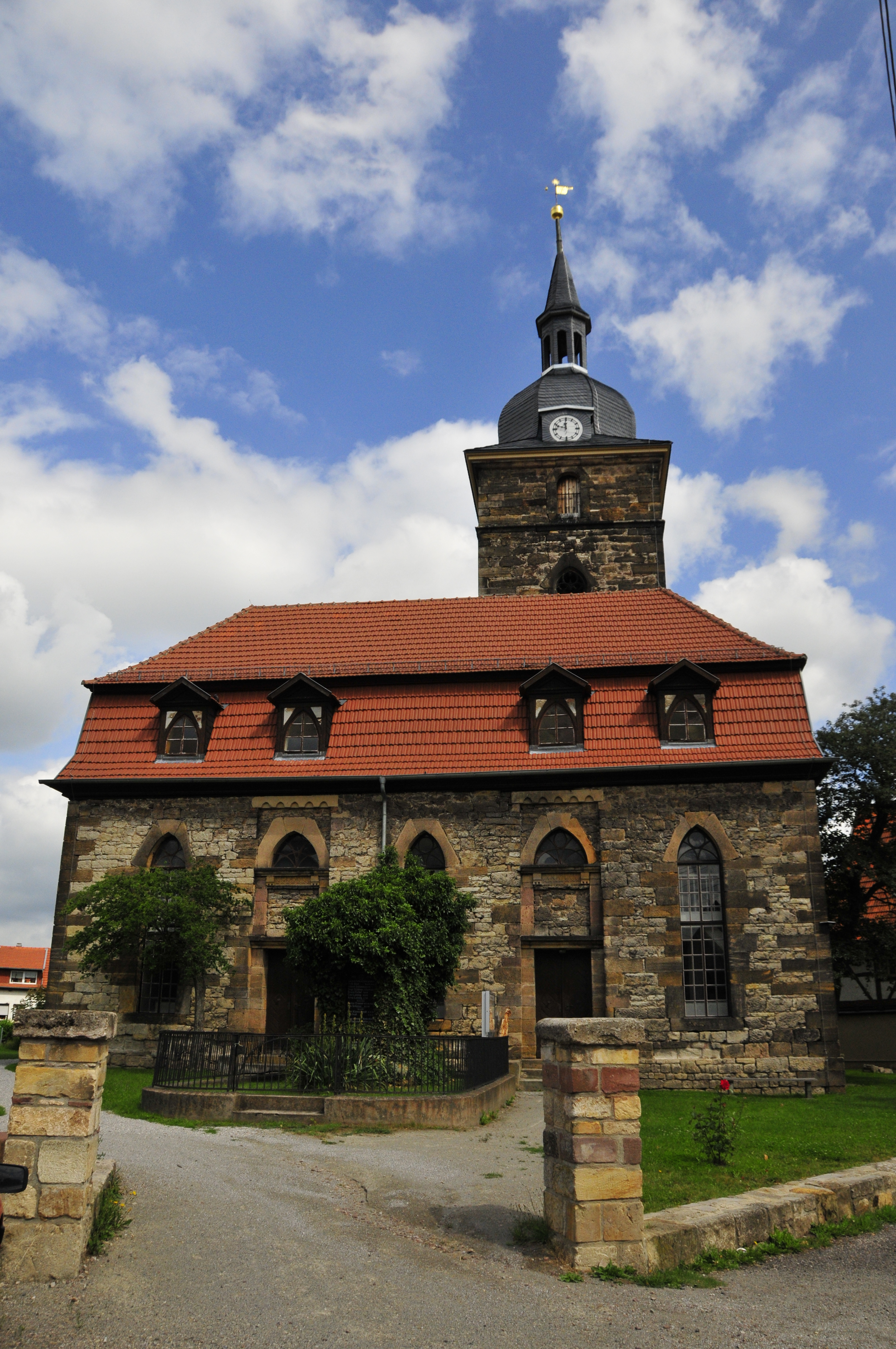
Kirche in Wahlwinkel

### Sport
In Waltershausen gibt es viele Sportvereine. Im Karate konnten Sportler von Bushido Waltershausen zahlreiche Titel auf nationaler und internationaler Ebene gewinnen.
Im Tischtennis ist Waltershausen als Ausrichter von Turnieren auf Landes- und Bundesebene bekannt.
Ein weiterer Verein ist die ZSG Waltershausen mit insgesamt zwölf Abteilungen. Seit April 2022 gibt es für Menschen mit und ohne körperliche Einschränkungen das Behindertensportangebot Para-Eishockey, erst- und einmalig in Thüringen. Organisiert wird das Angebot über den EHV Ice Rebells e. V. von Michel Mallon, welcher selbst auf dem Weg in die Nationalmannschaft ist.

### Medien
Im Jahr 2009 ging das Internetradio 0800 Radio Tenneberg – Dein Sender für Deine Region mit täglichen Sendungen an den Start.
2013 eröffnete der Radiosender TMR-Radio.de in Waltershausen neue Studios und sendet tagesaktuelle Themen und Musik.

### Regelmäßige Veranstaltungen
Das jährliche Stadtfest findet immer Mitte Juni unter wechselnden Mottos statt.
Jedes Jahr Anfang September über ein Wochenende verteilt gibt es beim Mittelalterschlossfest Gauklerei und Markttreiben.
Immer am 2. Adventswochenende präsentiert sich auf dem Walterhäuser Marktplatz ein Weihnachtsmarkt.
Am Sonntag vor dem Rosenmontag findet seit über 25 Jahren der traditionelle Faschingsumzug der Karnevalsturner Waltershausen (KTW) mit vielen Vereinen der Region statt.

## Wirtschaft und Infrastruktur

### Verkehr

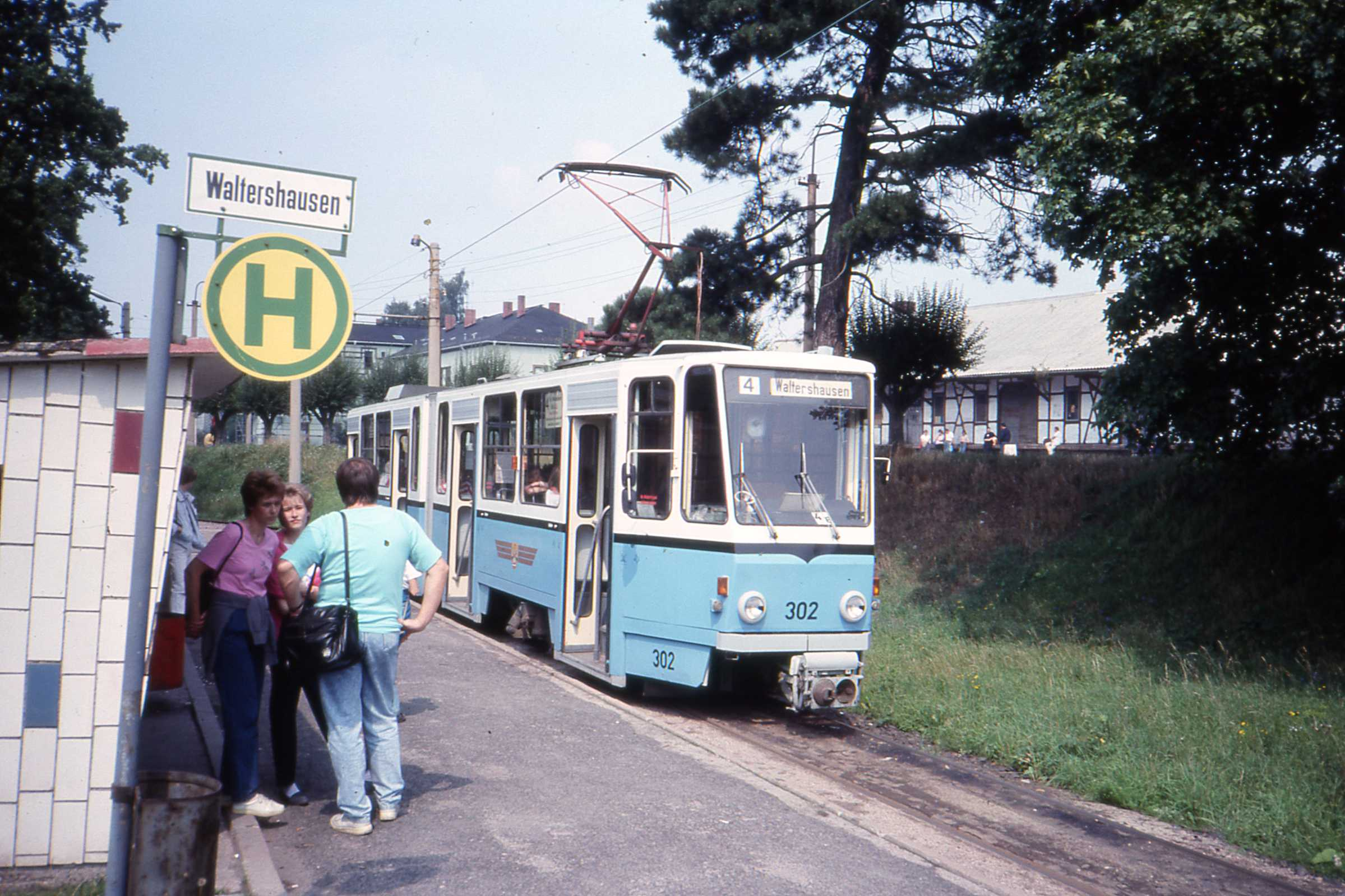
Thüringerwaldbahn (1989)

Waltershausen liegt an der Bundesautobahn A 4 (Anschlussstelle 41a) zwischen Eisenach und Erfurt und der Bundesstraße B 88 zwischen Eisenach und Ohrdruf. Durch Waltershausen verläuft u. a. die Landesstraße 1027/1026 (Gotha-Schmalkalden). Waltershausen ist Knotenpunkt mehrerer Landstraßen zwischen den Ortsteilen und Nachbargemeinden.
Der Bahnhof Waltershausen liegt an der Eisenbahnstrecke Fröttstädt–Georgenthal (Friedrichrodaer Bahn, seit 1848) auf der die RB 48, Friedrichroda-Fröttstädt der Süd-Thüringen-Bahn im Stundentakt verkehrt. Weiterhin verkehrt unmittelbar neben dem Bahnhof die Linie 6 der Thüringerwaldbahn bis Waltershausen Gleisdreieck, wo man Anschluss an die Linie 4 nach Gotha bzw. Bad Tabarz hat.
Am Bahnhof befinden sich ein Parkplatz und Fahrradstellplätze. Vom benachbarten Busbahnhof fahren einzelne Busse ins Umland.

### Ansässige Unternehmen

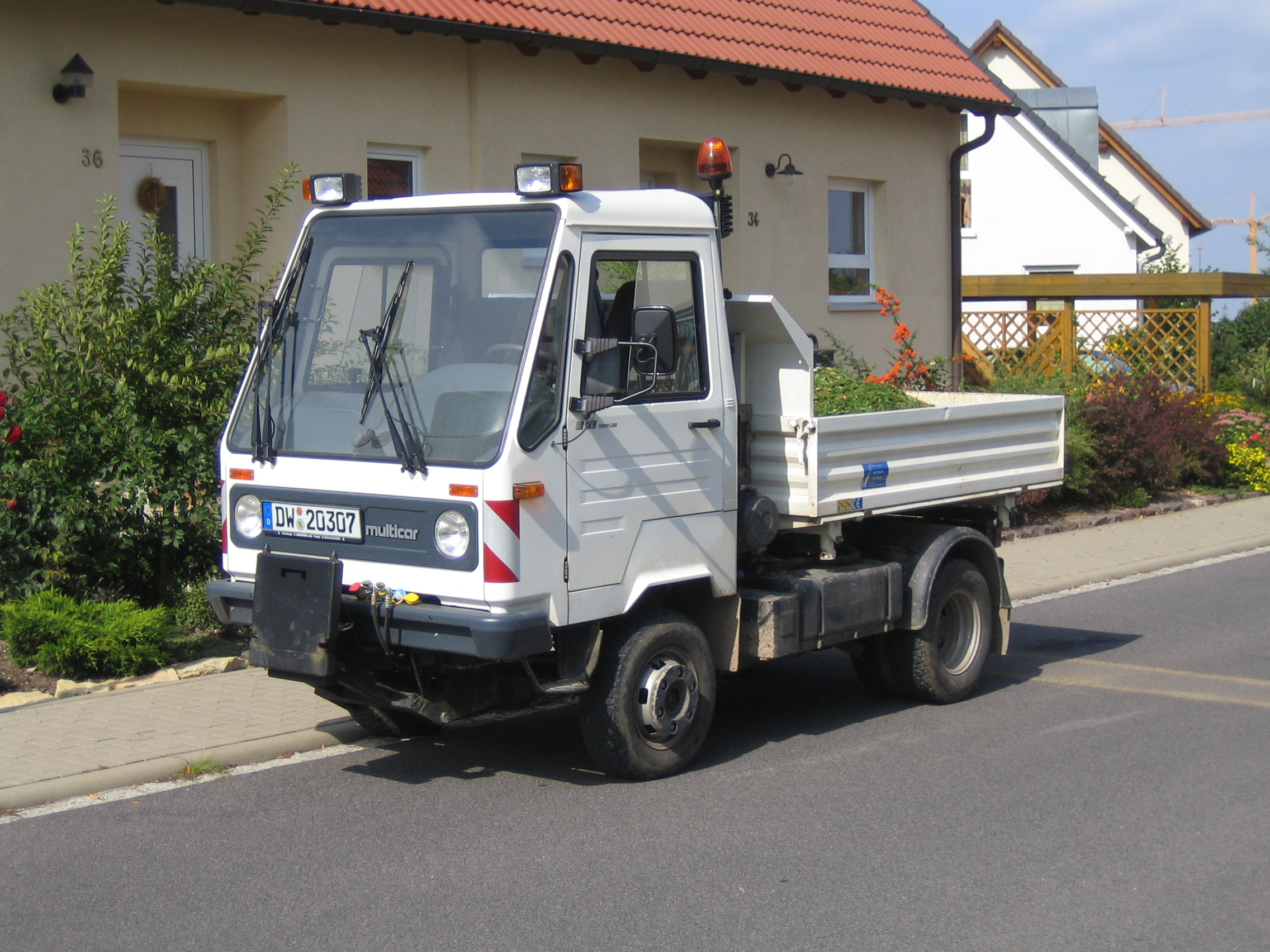
Multicar M 26

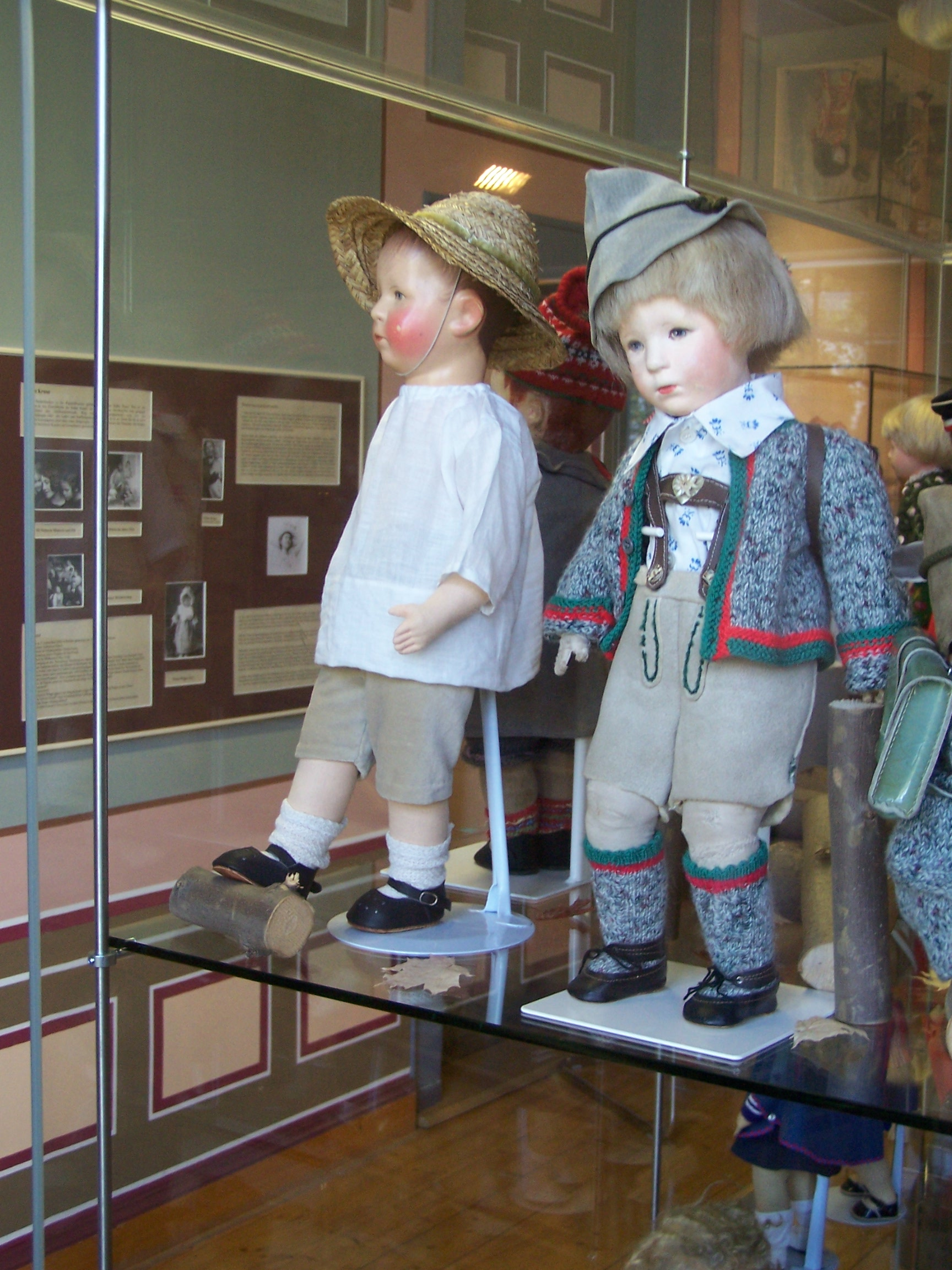
Puppen im Museum Schloss Tenneberg

Ein bis heute wichtiger Betrieb in der Stadt ist die Multicar Spezialfahrzeuge GmbH, ein Unternehmen mit 80-jähriger Tradition, das sich auf die Herstellung kompakter Spezialtransporter und Geräteträger spezialisiert hat. Fahrzeuge von Multicar werden heute in zahlreichen Kommunen als Allzweck-Kleintransportfahrzeuge eingesetzt. Der Hersteller von Anhängekupplungen Rockinger, hat ein Werk und seinen Sitz in Waltershausen.
Aus bescheidenen Anfängen entwickelte sich im 19. Jahrhundert die in Waltershausen bedeutsame Puppenindustrie. Die zunächst aus Papiermaché gefertigten Puppen wurden oft in Heimarbeit mit Puppenwäsche und Accessoires komplettiert als Kinderspielzeug und später auch als Trachtenpuppen zu Sammelobjekten. Aus den einstigen Puppenfabriken entstand in der DDR der VEB Puppenfabrik Biggi Waltershausen. Er stellte die beliebten Biggi-Puppen her, einst ein Exportschlager der DDR-Spielzeugindustrie.
Die Herstellung von Gummiartikeln war und ist ebenfalls ein Hauptindustriezweig. Aus mehreren Firmen ging nach 1945 der VEB Gummiwerke Waltershausen (Marke „Kowalit“) hervor, der in den 1980er Jahren zum Kombinat Plast- und Elastverarbeitung gehörte. Im Stadtgebiet gab es zwei Betriebsteile, in denen verschiedene technische Gummiwaren und Kleinbereifung hergestellt wurden. Nach 1990 wurde die Firma von der Phoenix AG übernommen. Einige kleinere Betriebe dieser Branche wurden neu gegründet und etablierten sich, z. B. Gummidichtungstechnik Automotive GTA.
Die 1992 gegründete Orgelbau Waltershausen GmbH widmet sich als Unternehmen mit einer spezifischen Ausrichtung dem Neubau, der Restaurierung und der Pflege von Orgeln aller Größen.

### Bildung
Es gibt eine Regelschule und zwei Grundschulen. Die Förderschule wurde im Jahr 2015 geschlossen. Im Ortsteil Schnepfenthal befindet sich die Salzmannschule, ein Spezialgymnasium für Sprachen mit Internat.

## Persönlichkeiten

### Ehrenbürger
- Paul von Hindenburg (1847–1934), Generalfeldmarschall[9]

### Söhne und Töchter der Stadt
- Wiegand Güldenapf, Lehrer von Martin Luther (wohl in Eisenach, 1498–1501), letzter katholischer Pfarrer in Waltershausen (bis 1523), führte die Reformation in Waltershausen ein. Luther schrieb 1526 Johann Friedrich I. und setze sich für seinen alten Lehrer ein, der wohl die vereinbarte Pension (30 Gulden jährlich) nicht mehr erhalten hatte
- Petrus Fuldner (Füldner) (gest. 1554), ev. Theologe, Gelehrter, 1540 bis 1554 Pfarrherr in Waltershausen, Freund von Luther und Myconius
- Johann Matthäus Juncker (1629 – um 1703), Hofadvokat, Schriftsteller, Dichter von Kirchenliedern
- Johann Balthasar König (1691–1758), Komponist und Kirchenmusiker, von 1727 bis 1758 städtischer Kapellmeister in Frankfurt am Main, Familie wohnte im Tiergarten und im Eckhaus Borngasse / Brühlgasse (heute: Borngasse 17); seine Nachkommen betrieben im 19.–20. Jh. nebenan das Möbelhaus Fritz und Karl König
- Johann Justinus Gebauer (1710–1772), Verleger
- Johann Matthäus Bechstein (1757–1822), Naturforscher, Forstwissenschaftler und Ornithologe, errichtete 1794 die erste Lehranstalt für Jagd- und Forstkunde in der Kemenate
- Friedrich von Schlichtegroll (1765–1822), Mitglied der Bayerischen Akademie der Wissenschaften, Philologe, Numismatiker, Altertumsforscher, Verfasser von Nekrologen und Mozart-Biographien
- Johann Daniel Kestner (1787–1858), Puppenfabrikant
- Karl August Credner (1797–1857), evangelischer Theologe
- Heinrich Credner (1809–1876), Geologe
- Gustav Hempel (1819–1877), Verleger
- Rosa v. Gerold, geb. Henneberg (1829–1907), Reiseschriftstellerin
- Eduard Ausfeld (1850–1906), Historiker
- Otto Perlet (1855–1918), Jurist, Landrat in Gotha
- Friedrich Holbein (1856–1940), Maler und Grafiker
- Paul Fridolin Kehr (1860–1944), Historiker und Diplomatiker, Bruder von Hans Kehr
- Hugo Böhm (1862–1935), Orgelbauer
- Hans Kehr (1862–1916), Begründer der deutschen Gallenwegschirurgie, Bruder von Paul Fridolin Kehr
- Ernst Lindig (1869–1934), Zinngießer und Konservator
- Fritz Geyer (1879–1938), Althistoriker und Gymnasiallehrer
- Adolf Hülß (1890–1951), Puppenfabrikant
- Kurt Schnauffer (1899–1981), Maschinenbauer
- Werner Stoll (1902–1987), Politiker (NSDAP), Bürgermeister von Stralsund
- Ernst Wallenburger (1903–1989), Maler und Graphiker, war nach 1945 Zeichenlehrer an der Oberschule
- Hans Erhard Bock (1903–2004), Internist
- Werner Liebknecht (1905–nach 1951), deutscher Ingenieur und Beamter des Heereswaffenamtes
- Hubert Schmidt-Gigo (1919–2004), Offizier, Conférencier, Parodist, Moderator und Motorsportreporter
- Gerhard Altenbourg (1926–1989), Künstler
- Karl-Heinrich Bonn (1927–2003), Schriftsteller
- Georg P. Salzmann (1929–2013), Büchersammler
- Gunar Ortlepp (1929–2011), Journalist
- Helmut Hartung (1929–2015), Maler und Grafiker
- Martin Gimm (* 1930), Universitätsprofessor, Sinologe, ca. 1945–1949 auch Organist in Waltershausen, Ibenhain, Laucha und Schmerbach
- Lorenz G. Löffler (1930–2013), Universitätsprofessor, Ethnologe
- Carl-Heinz Janson (1931–2015), Politiker (SED)
- Werner Schröter (1933–2018), Kinderarzt und Hochschullehrer
- Hansjürgen Tuengerthal (* 1936), Jurist, Rechtsanwalt und Fachautor
- Klaus-Michael Bonsack (1941–2023), Rennrodler
- Hartwig Gernandt (* 1943), Physiker und Polarforscher
- Lilo Grahn (1943–2007), Schauspielerin
- Gernot Moegelin (* 1943), deutscher Immobilien-Unternehmer und Kunstförderer
- Jürgen Fuchs (1947–1977), Opfer an der innerdeutschen Grenze
- Sabine Schneider (* 1950), Kunsthistorikerin und Denkmalpflegerin
- Margit Schumann (1952–2017), Rennrodlerin und Olympiasiegerin
- Alexander Ludwig (* 1984), Fußballspieler
- Kathleen Lorenz (* 1984), Skeletonpilotin

### Weitere Persönlichkeiten
- Martin Luther (1483–1546), übernachtete hier auf einer Fahrt von Eisenach. Sein Bruder Georg Luther wohnte zeitweilig am Marktplatz
- Johann Drach (Draconites) (1494–1566), Reformator und enger Freund Luthers, 1524–1526 Pfarrer in Waltershausen
- Johann Hattenbach (1624–1700), geb. in Schweina, Pfarrer, Superintendent, Theologe in Waltershausen
- Johann Heinrich Ritter (ca. 1690–1751), herzogl. Hofmaler, gestaltete Deckengemälde in der Stadtkirche und im Schloss Tenneberg
- Just Christian Stuß (1725–1788), Altphilologe, Schriftsteller und Geistlicher, Pfarrer und Superintendent in der Stadt
- Christian Gotthilf Salzmann (1744–1811), Pädagoge, Gründer der Salzmannschule in Waltershausen, lebte seit 1784 in der Stadt
- Carl Christian Friedrich Langheld (1751–1823), Amtmann
- Johann Christoph Friedrich GutsMuths (1759–1839), Pädagoge, Begründer des Turnens, wohnte seit 1797 in Waltershausen
- Johann Adolph Jacobi (1769–1847), evangelischer Theologe
- Heinrich Schwerdt (1810–1888), Pfarrer, Pädagoge und Schriftsteller, ab 1872 Superintendent der Ephorie Tenneberg
- Carl Polack (1812–1882), Stadtphysikus, Heimathistoriker
- Victor von Scheffel (1826–1886), Dichter der Biedermeierzeit; zu seinem Gedenken wurde die Scheffel-Linde in der Ausfeldstraße sowie eine Straße benannt
- August Trinius (1851–1919), Schriftsteller, lebte seit etwa 1880 in Waltershausen, wo ihn der Dichter Joachim Ringelnatz (1883–1934) mehrfach besuchte. Nach dessen Erinnerungen besaß dieser „ein blondes Teufelchen von Tochter und einen tauben Wachhund.“
- Luise Gerbing (1855–1927), Heimatforscherin
- Adele Sandrock (1863–1937), Schauspielerin, ihr Vater Eduard Othello Sandrock (1832–1897) stammte aus Waltershausen, ihr Großvater Christoph Wilhelm Sandrock war von 1838 bis 1851 Erster Bürgermeister der Stadt, Adele lebte 1873/1874 bei der Schwester ihres Vaters in Waltershausen
- Paul Kämpf (1885–1953), Politiker (SPD), Bürgermeister Waltershausens nach Ende des Zweiten Weltkrieges
- Julius Albert Kühn (1887–1970), Schriftsteller, Enkel des Dichters Julius Sturm, war seit 1934 Oberstudiendirektor an der Oberschule
- Maria Uhden (1892–1918), Malerin, lebte 1900 bis 1910 in Waltershausen Am Nicolausthor
- Sigmar Löffler (1896–1977, geb. in Herbstleben), Heimatschriftsteller und Übersetzer, Grundschullehrer in Waltershausen
- Walter Grundmann (1906–1976), Theologe, zwischen 1947 und 1954 Pfarrer in Waltershausen
- Ernst Schäfer (1910–1992), Zoologe, bekannter Tibetforscher, wuchs in Waltershausen auf
- Monika Lennartz (* 1938), Schauspielerin, wuchs in Waltershausen auf.
- Kathrin Schmidt (* 1958), Schriftstellerin, wuchs in Waltershausen auf, Trägerin des Deutschen Buchpreises 2009
- Michael Brychcy (* 1960), Bürgermeister Waltershausens von 1989 bis 2024